# Fritz Maenicke

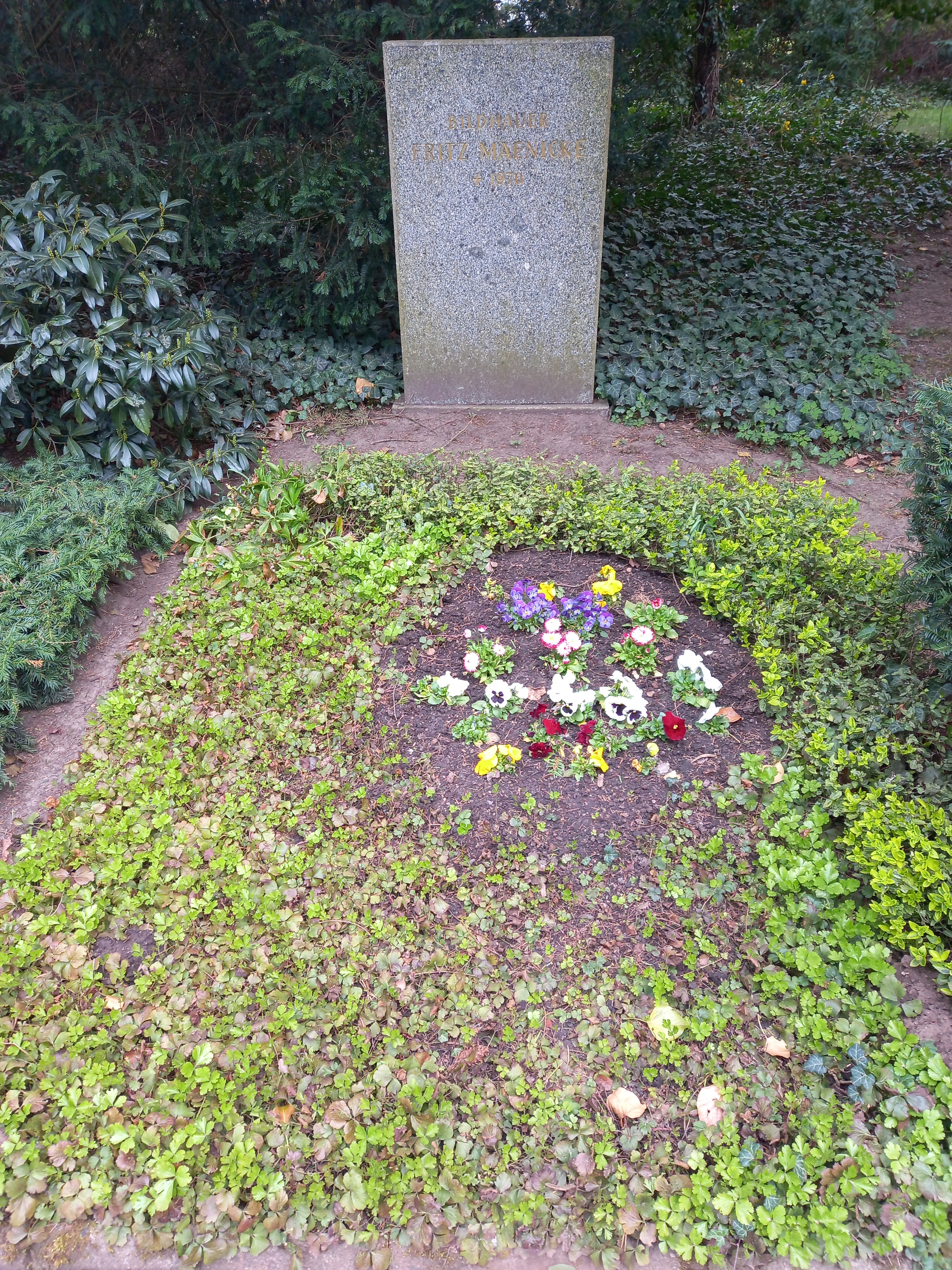
Das Grab von Fritz Maenicke auf dem Westfriedhof (Magdeburg)

Fritz Maenicke (auch Mänicke; * 23. Oktober 1892 in Halle (Saale); † 16. März 1970 in Magdeburg) war ein deutscher Bildhauer und Restaurator.

## Leben
Maenicke wurde als Sohn eines Maschinenbaumeisters geboren. Seine Kinder- und Jugendzeit verbrachte er in Halle, Cottbus, Falkenberg, Torgau und Leipzig. Von 1907 bis 1911 absolvierte er eine Ausbildung in der Werkstatt des Bildhauers Bruno Wollstädter in Leipzig. Nach Erwerb des Gesellenbriefs war er von 1911 bis 1915 als Bildhauergehilfe tätig. Nebenbei besuchte er bei Adolf Lehnert die Staatliche Akademie Leipzig. 1913 und 1914 studierte er auch an der Hochschule für Bildende Kunst sowie an der Schule des Kunstgewerbemuseums Berlin. Zu seinen Lehrern gehörten Emil Orlik, Walther Schmarje und Josef Wackerle.
In den Jahren von 1915 bis 1918 nahm er als Soldat am Ersten Weltkrieg teil und war dann bis 1920 zunächst selbstständiger Bildhauer in Leipzig. Von 1921 bis 1932 arbeitete er wieder als Bildhauergehilfe. In dieser Zeit schuf er 1927 für die Deutsche Theaterausstellung 1927 im Rotehornpark in Magdeburg nach Entwürfen von Albin Müller die Pferdefigur am Pferdetor sowie die Magdeburger Jungfrau am Aussichtsturm Rotehornpark. Beide Werke sind auch heute noch erhalten. Am Fernmeldeamt in der Magdeburger Listemannstraße schuf er vier überlebensgroße, weibliche, allegorische Figuren (Telefon, Telegrafie, Briefpost und Flugpost).
1932 ließ Maenicke sich als selbstständiger Bildhauer in Magdeburg nieder. In der Zeit des Nationalsozialismus war er obligatorisches Mitglied der Reichskammer der bildenden Künste. Belegt ist 1940 seine Teilnahme an der Großen Leipziger Kunstausstellung und 1943 in Dessau an der Kunstausstellung des Gaues Magdeburg und in Magdeburg an der Kunstausstellung des Gaues Magdeburg-Anhalt.
Ab 1943 nahm Maenicke als Soldat der Wehrmacht am Zweiten Weltkrieg teil. Am 16. Januar 1945 wurde beim schwersten Luftangriff anglo-amerikanischer Bomberverbände auf die Stadt Magdeburg auch die Werkstatt Maenickes vernichtet. Ein großer Teil seines Lebenswerkes ging verloren.
Nach Kriegsende arbeitete er zunächst mehrere Jahre als Winzergehilfe in Roßbach bei Naumburg (Saale), bevor er sich ab 1950 wieder künstlerisch betätigte. Er schuf diverse Plastiken.
1955 zog er wieder nach Magdeburg und war hier vor allem als Restaurator am Magdeburger Dom tätig. Von 1957 bis 1961 restaurierte er den Magdeburger Reiter. In der nachfolgenden Zeit war er mit Restaurierungsarbeiten für viele Kirchen, Klöster und Schlösser im Gebiet des heutigen Sachsen-Anhalt beschäftigt.

## Ehrung
Maenicke erhielt 1963 den Nationalpreis der DDR III. Klasse für Kunst und Literatur. Die Stadt Magdeburg benannte ihm zu Ehren eine Straße (Fritz-Maenicke-Straße).